# 幕末Rock
『幕末Rock』（ばくまつロック）は、2014年2月27日にマーベラスAQLから発売されたPlayStation Portable用ゲームソフト。および、それを原作としたテレビアニメや舞台。
第2作『幕末Rock 超魂』（ばくまつロック ウルトラソウル）は、前作『幕末Rock』にシナリオ・楽曲を追加しPlayStation Portable・PlayStation Vita用ゲームソフトとして2014年9月25日に発売された。
『幕末Rock 極魂』（ばくまつロック アルティメットソウル）は、iOS・Android用ゲームアプリとして幕末Rock 超魂に楽曲を追加し2015年9月10日に配信開始された。なお、無料版の『幕末Rock 序極』（ばくまつロック ビギニングソウル）も配信されている。
『幕末Rock 虚魂』（ばくまつロック ホロウソウル）は、シリーズの続編として発表され、ドラマCDとして2020年10月28日から発売され、また先立って漫画版『幕末Rock 虚魂篇』も2020年1月26日から連載された。

## 概要
江戸時代幕末を原案に、アドベンチャーゲームとリズムゲームを合わせたコンピュータゲーム。アドベンチャーゲームパートの会話部分は吹き出しで表現されており、プレイヤーは漫画を読んでいるような感覚を味わえる。
リズムゲームパートでは、画面上を流れる音符に合わせてボタンを押していくシステムとなっている。上手くリズムに乗ることができると観客のテンションが上がり、画面上の鎖が千切れていく。なお、リズムゲームパート中の歌は声優本人による歌唱である。
メインキャラクターの声を担当する声優は5人とも歌手活動をしており、小野以外の4人はそれぞれロックバンドでの活動もしている。
2014年7月から同年9月までテレビアニメが放送され、12月には舞台が行われた。
2015年秋にはアプリ版『幕末Rock 極魂』がリリースされた。

## ストーリー
幕府直属の最高愛獲（トップアイドル）・新選組による“天歌”（ヘブンズソング）で支配された幕末の世が舞台。幕府の行動に疑問と憤りを感じる志士（ロッカー）たちは、“Rock”の力で革命を起こす。

## 登場人物

### メインキャラクター
坂本龍馬
声 - 谷山紀章
11月15日生まれ。さそり座。身長179cm、体重63kg、血液型はO型。出身地は土佐(高知)。土佐弁を喋る。特技はよく食べること。趣味は歌うこと。好きな食べ物はピッツァ。嫌いな食べ物は特になし。イメージカラーは赤。ギター担当。
故郷、土佐で歌っていた時に吉田松陰に認められてギターを授けられる。その後、桂浜で歌っていた際に、超魂(ウルトラソウル)の欠片、片魂(ピースソウル) を得た。
音楽で一旗揚げようと、ギター一本で幼馴染みの岩崎弥太郎と共に土佐から京の都へやってきて、行き倒れていたところをアルベルゴ・ディ・テラーダの女将・お登勢に拾われる。
底抜けに明るく、どんな逆境にも負けないポジティブシンキングで、天真爛漫な性格。周りからは「バカ」と言われていて、道にもよく迷う。しかし、何事にも全力で挑む姿勢と、裏表がなく真っ直ぐな性格は周りの者を惹きつけ、誰とでも仲良くなる。
音楽と真剣に向き合う熱意はあるのだが、ギターの技術面ではまだまだ未熟で、高杉と桂の指導の元、日々練習を積んでいるが本人は練習嫌いである。
嫌いな人はいないが、お化けは苦手。
幼少の頃の記憶がない。子供の頃は貧しい生活を送っており、苦労している。
仲良くなった仲間にはアダ名をつける。沖田総司からは「トサカくん」と呼ばれている。
酔うとネガティブで弱気になる。
高杉晋作
声 - 鈴木達央
8月20日生まれ。獅子座。身長178cm、体重60kg、血液型はB型。出身地は長州(山口)。好きな食べ物は唐辛子、嫌いな食べ物は豆腐。特技は料理で、趣味は拳銃コレクション。イメージカラーは緑。ベース担当。
ロックの師匠である吉田松陰の弟子。松陰の思想に心酔しており、ロックを広めて幕府を倒すために雷舞活動を行っている。行方不明になった松蔭を探すため、幼馴染で先輩の桂と共に京へ出てきた。
新撰組の雷舞に乱入した際に、片魂(ピースソウル)を発動させる。
龍馬からは「シンディ」、沖田からは「スカシくん」、お龍からは「ボウヤ」と呼ばれているがどの呼び名も嫌がっている。
ぶっきらぼうで斜に構えており短気だが、根は熱く何だかんだで面倒見が良い世話好きな性格。
また、料理洗濯掃除などの家事全般が得意であり、特に料理の腕前は新選組隊士に田舎の母を思い出させて涙を誘う程のもの。本人曰く「桂さんが何も出来ないから仕方がない」らしい。
幼少の頃に出会った桂を女の子と間違えて告白した。それをネタにされることもあり、大きくなっても「桂さん」と呼んでいる。
本人達は否定しているが、土方とは似た者同士と言われている。
実家はお金持ちで所謂お坊ちゃん育ち。お化けが苦手。酔うと笑い上戸になる。
桂小五郎
声 - 森久保祥太郎
6月26日生まれ。蟹座。身長169cm、体重54kg、血液型はO型。出身地は長州(山口)。好きな食べ物はどんぐり、嫌いな食べ物は黒いもの。特技は発明。イメージカラーは黄色。ドラム担当。
ロックの師匠である吉田松陰の弟子。幼馴染みの高杉と共に、行方不明になった松蔭を探して京へ出てきた。龍馬からは「センセー」、沖田総司からは「メガネくん」と呼ばれる。
長州藩有数の良家の出で博識。音楽技術はメンバー髄一である。物腰が柔らかくおっとりした性格だが、怒るときはちゃんと怒る。
新選組の雷舞で龍馬と高杉を庇った際に、片魂(ピースソウル)を発動する。
特技の発明は、サムライが近付くと反応する「サムライレーダー」のほか、「蓄音機」「おはぎの匂いの煙玉」「痺れ玉」など多様に渡る。アニメ版では「人間花火高速装置(ロケット)」や「逆相発生機」などを作製した。
幼少時は外見からたびたび女の子と間違えられていて、高杉には初めて出会った時に告白されている。少年期、諸藩に遊学していた時期があり、この頃に発明の力が加速した。料理や洗濯などの家事全般が苦手で、高杉曰く「発明以外は全くの生活不能者」。他の者に比べると体力もあまりない。
身につけているマスコットキャラクターは「フンドッシー」という名前。酔うとすぐに寝る。
土方歳三
声 - 森川智之
5月5日生まれ。牡牛座。身長183cm、体重64kg、血液型はA型。出身地は武蔵(東京)。特技は剣術。好きな食べ物は肉。趣味は作詞。イメージカラーは青。ギター担当（アニメ版のみ）。
幕府直轄の最高愛獲（トップアイドル）新撰組の副長。民と国の平安を守るためには天歌（ヘブンズソング）しかないという近藤の理念を信じ、そのために歌っている。
近藤から片魂(ピースソウル)を受け継ぎ、後に覚醒。その後、龍馬達の仲間になる。
幼少期は尖った子だったらしく、孤児となって剣の道場「天然理心流」に引き取られた。その道場で近藤勇と出会い、隠れて親の仇を斬ってしまった自分を受け入れ、道を正してくれた彼を崇拝している。
真面目で人見知り。感情を表に出すのが苦手。近寄りがたい雰囲気だが、コミカライズではすんなり着ぐるみを着て子供たちに合わせるなど時々ノリが良い。本人は否定しているが、高杉晋作と似たもの同士と言われている。
登場人物の中で屈指のロマンチストで、ポエムを書くことも。
すぐに斬りたがる沖田の制止役。龍馬からは「ヒジゾーさん」と呼ばれる。酔うと周りに絡みだす。
沖田総司
声 - 小野賢章
7月7日生まれ。蟹座。身長175cm、体重58kg、血液型はAB型。出身地は不明。特技はウインク。好きな食べ物は豆腐、嫌いな食べ物はにんにく。趣味はお風呂。イメージカラーは紫。キーボード担当（アニメ版のみ）。
新撰組のWセンターの一人。人気はトップ。近藤と土方にだけ心を開き、煌（ファン）の前では笑顔をつくるが、裏では辛辣な物言いをしている腹黒いサディストな性格。また、過去の境遇からか人間不信気味。
幼少期に生きるために盗賊団などを転々としていた。そんな時に近藤勇と出会い、新選組の前身、壬生組の一員として活動をはじめる。幼少期にトラウマがあり、その弱みと近藤への崇拝を井伊直弼に利用され、操られていたが、龍馬達によって助けられ、片魂が覚醒。その後、龍馬達の仲間になる。
すぐに人をからかったり辛辣なことを言ったりするが、悪意はなく、悪いと思ったらあやまる一面も。抱きついたりなどスキンシップは好きな模様。
近藤さんが気に入っているという理由で坂本龍馬に興味を持つ。騙されやすく素直な龍馬をからかうことが面白いと思っている。
すぐに刀に手をかける短気な一面も。龍馬からは「ソウちん」と呼ばれる。龍馬に負けず劣らず人にアダ名をつけて呼ぶ。桂小五郎を「メガネくん」、高杉晋作を「スカシくん」と呼んで晋作には嫌がられている。
酔うとキス魔になる。
アニメ版では井伊直弼の策略で「病弱キャラ、それも胸を患ってる感じ」という設定が追加されている。

### サブキャラクター
徳川慶喜
声 - 斎賀みつき
9月29日生まれ。天秤座。身長165cm、50kg、血液型はA型。出身地は江戸(東京)。特技は「天然の天歌」。趣味は将棋とお茶。好きな食べ物は和菓子全般、嫌いな食べ物は苺。
徳川幕府の15代目将軍。極度の寂しがり屋で、一人になることを何より恐れている。
そのためか、唯一自分の傍にいてくれる井伊直弼に強く依存しており、彼の言うとおりに天歌を広めていた。
一人称は「予」（アニメ版では「僕」）。寂しがり屋だが天真爛漫で純真無垢な性格の持ち主。
歌うことが好きなのだが、慶喜の歌の力で人々が狂ってしまうために歌うことが出来ず、その力を恐れられ、二条城に幽閉されていた。
井伊直弼の没後、寂しさのあまり徳川の亡霊に精神を乗っ取られ、暴走してしまうところを龍馬に救われた。その後は直弼の死を受け入れ、龍馬と友達になる。彼からは「ヨッシー」と呼ばれる。
ゲーム版ではずっと幽閉状態だったが、アニメでは退屈だからとよく城を抜け出して街を散策している。性格は原作よりも幼さが強調されている。1話で龍馬と対面。彼の持っていたギターや歌に興味を示し、最終回ラストではギターを弾く姿が描かれていた。将軍として振る舞うときと素の時とでは口調や一人称が変わる。
井伊直弼
声 - 安元洋貴
10月29日生まれ。蠍座。身長185cm、体重68kg、血液型はA型。出身地は近江(滋賀)。趣味は囲碁とお茶。特技は彫り物(仏像)。好きな食べ物は精進料理、嫌いな食べ物は肉。
幕府の大老で、作中の黒幕的存在。
自分が目指す理想以外には周りが見えなくなる盲信的な面を持つ一途な性格で、人を道具として扱う非道な一面も持っている。
純真無垢な慶喜に心酔しており、それ以外の者には興味がない。完璧主義者で、潔癖症。
現彦根藩主であり、当初は新しい時代を作る理想に燃える青年であった。順当に出世した井伊は警護および、御側役として慶喜の側にはべることになり、その時に起きた慶喜の暗殺事件がきっかけで彼の忠誠を誓う。
実弟がいたが、幼少期に弟が崖から転落し行方不明になっている。
アニメ版ではよく城を抜け出す慶喜に手を焼いているものの、何だかんだで彼に甘い。また、徳川の怨霊と契約した理由がゲーム版では「慶喜を護るために力が欲しくて契約した」であったが、アニメ版では「徳川家のために怨霊と契約した」と変更されている。
吉田松陰
声 - 中尾隆聖
8月4日生まれ。獅子座。身長140cm、体重42kg、血液型はB型。出身地は長州。趣味は旅。好きな食べ物はふぐ料理、嫌いな食べ物はこんにゃく。
高杉と桂にRockを教えた張本人。ひょうひょうとしたナイスミドル。
ちゃらんぽらんに見えるところもあるが、高杉の師匠らしく根は熱く、何よりも日本の未来と音楽を憂う男。
幕府の体制に対抗するため、各地で反幕府派の志士を探している最中、龍馬に出会い、その才能を見抜き、ギターを託した。
その昔「松蔭のショウ」と名乗って全国にその名を轟かせていた。
井伊直弼に操られていた松蔭は、龍馬たちをおびき寄せるための罠のライブを最後に、術をかけられる瞬間にわかれた松蔭の良い心の具現である天狗と合一(フュージョン)し、龍馬たちにすべてを託して命が尽きる。
近藤勇
声 - 藤原啓治
10月9日生まれ。天秤座。身長190cm、体重93kg、血液型はA型。出身地は武蔵(東京)。趣味は雷舞鑑賞。好きな食べ物はおにぎり、嫌いな食べ物はえび。
新撰組の一番の煌（ファン）を自任している、新撰組局長。天歌泰平（ソングオブピースフル）を作るのは天歌だという強い信念を持ち、新撰組を率いている。新撰組のパフォーマンスの質を上げるためなら、龍馬たちの新撰組雷舞乱入も利用する。
天然理心流の後継者として幕府に仕えていた時、大老井伊直弼の目に留まり、ダンスパフォーマンスユニット「壬生組」のリーダーとしてデビュー、後に「壬生組」を拡大させた「新撰組」の初代局長となり「超絶中音のいさみー」として名を馳せた。現在は裏方として「新撰組」をプロデュースしている。
誰もを魅了する愛獲笑顔(アイドルスマイル)が得意。
沖田総司が井伊直弼に呪いをかけられ、操られていることに気が付き、自らの歌声で浄化、その際に片魂（ピースソウル）が発動するが沖田総司の穢れを己の体にすべて引き受け、命を落とす。その時に近藤の片魂は土方へと引き継がれる。
岩崎弥太郎
声 - 杉山紀彰
12月11日生まれ。射手座。身長170cm、体重62kg、血液型はA型。出身地は土佐。趣味はお金稼ぎ。好きな食べ物はすいか、嫌いな食べ物は生魚。
龍馬の幼馴染みで、一旗揚げるため共に京へでてきた。どういうツテがあるのか、庶民には入手困難な新撰組の雷舞チケットを3人分入手してきたり、金に困った龍馬たちのために新撰組雷舞のすたっふバイトを斡旋したりする。
幼い時は無口で笑わない少年であった。何を言っても無口で反応がなく笑わない弥太郎を笑わせようと、龍馬が弥太郎の前で歌を歌った。その歌があまりに下手であったために思わず弥太郎は笑い、そこから龍馬と仲良くなったという過去がある。
お登勢
声 - 乃村健次
4月23日生まれ。牡牛座。身長178cm、体重ヒミツ♥、血液型はA型。出身地は大津。趣味は女子会。好きな食べ物はオリーブ、嫌いな食べ物はうずらのたまご。
旅館兼食堂「アルベルゴ・ディ・テラーダ」の女将。行き倒れていた龍馬の面倒を見ることに。龍馬の食いっぷり＆きっぷの良さに一目惚れするものの、金勘定はきっちりしており、龍馬を食い扶養分こきつかう。実際の龍馬は、自分の食費すらまかなえないような働きぶりなのだが、龍馬のことを「いつかどでかい事を為す男」と感じ、暖かく見守る。
後に暗黒桜桃隊の三人の面倒も見ることになる。
いろいろと面倒をみる一方、龍馬たちのグッズを勝手に作り、費用は龍馬たちに付けておくというちゃっかりした一面も持つオネエ。新撰組にグッズを根こそぎ持っていかれた時には、色仕掛けでなんとかしようとした。
双子の妹がおり、昔は二人で反幕府のユニットを組んでいたが幕府の人間につかまり、妹の喉をつぶされ活動が出来なくなってしまった。お登勢はダンス担当。
テラーダのメニューはワインやピッツァ、パスタなど主にイタリア料理。
勝海舟
声 - 江原正士
1月30日生まれ。水瓶座。身長180cm、体重75kg、血液型はAB型。出身地は江戸。趣味は観劇。好きな食べ物はうなぎ、嫌いな食べ物はらっきょ。
女好き、賭け事好き、音楽はもっと好き！といった豪快な性格。
現在は幕府の老中を務めるも、過去には松陰とロックバンドを組んでいたなどやんちゃしていた模様。
井伊の慶喜へ対する忠誠心を認めながらもそのやり方には眉をひそめ、志士たちの手助けをする。
のるかそるか、一か八かといった勝負事が好きだが、勝つための準備は怠らないというしたたかさも備える。
その昔、「松蔭のショウ」と同様、「カイ」として名を馳せていた。
天狗
声 - 中尾隆聖
8月4日生まれ。獅子座。身長不明、体重不明、血液型はB型。出身地は長州。趣味は旅。好きな食べ物はふぐ料理、嫌いな食べ物はこんにゃく。
アニメ版には未登場。
龍馬の才能を見出し、アドバイスやライブ会場の手配などもしてくれる天狗。
突然現れそして突然消える不思議な人物である。龍馬には「テンちゃん」と呼ばれている。
実はその正体は吉田松陰が井伊直弼の術に堕ちる直前に、松蔭の良い心が分裂したものであり、龍馬たちをおびき寄せるための罠のライブで本体の松蔭と合一(フュージョン)し、ひとつになり消える。

お龍
声 - 豊口めぐみ
6月6日生まれ。双子座。身長162cm、体重ひみつ★、血液型はA型。出身地は京都。趣味は運動。好きな食べ物はあんみつ、嫌いな食べ物は数の子。
暗黒桃桜隊(ダークチェリーズ)リーダー。
姉御肌で、世話好き。暗黒桜桃隊の存在に責任を感じている。状況を冷静に判断し、的確な指示を出す。
参謀役であり、本人もかなり強い。お龍、幾松、おうのの三人で愛獲をやることに信念を持っている。歌が下手。
幕府を抜けた後、テラーダの従業員として働く。いびきがうるさい。
高杉のことを「ボウヤ」と呼びからかっている。
アニメ版では第8話に登場。テラーダに潜入し、龍馬達を暗殺しようと張り切るも、ことごとく失敗。後にメリケンへ出航した。
幾松
声 - 三澤紗千香
6月8日生まれ。双子座。身長162cm、体重ひみつ、血液型はO型。出身地は若狭小浜。趣味は陶芸。好きな食べ物はおそば、嫌いな食べ物はなす。
暗黒桜桃隊の一員。冷血系ナルシスト美人。普段は強烈な低血圧でほとんど働かないが、仕事の時はお龍の特製ドリンクでテンションをあげる。
お龍がいなければ、自分は何も出来ない役立たずだと思っている。直接暴力系。歌が下手。
幕府を抜けた後、テラーダの従業員として働く。寝る時にお龍のいびきとおうのの寝相に悩まされている。耳栓を借りてしのいでいる。
アニメ版では第8話に登場。妄想癖が追加されている。龍馬達を暗殺しようとするも失敗し、後にメリケンへ出航した。
おうの
声 - 真堂圭
6月7日生まれ。双子座。身長158cm、体重ひみつ☆、血液型はB型。出身地は長州。趣味は甘味巡り。好きな食べ物は苺、嫌いな食べ物はわさび。
暗黒桜桃隊の一員。妹系どじっ子属性。家出をしてアイドルのオーディションに挑んだが、すげなく落とされて行き場を失ったところをお龍に拾われ、形ばかりでもアイドルでいられることに恩義を感じている。
にっこり笑いながら土汚い手を使う。歌が下手。
幕府を抜けた後、テラーダの従業員として働く。寝相が悪い。
アニメ版では第8話に登場。龍馬達を暗殺しようとするも失敗。後にメリケンへ出航した。

### アニメ版オリジナルキャラクター

#### 新撰組
藤堂平助
声 - 豊永利行
原田左之助
声 - 羽多野渉

### 「幕末Rock 超魂」の登場キャラクター
マシュー・カルブレイス・ペリー・ジュニア
声 - 諏訪部順一
8月10日生まれ。獅子座。身長189cm。体重77kg。趣味は記念写真を撮ること。特技は何でもできること。好きな食べ物は酒、嫌いな食べ物は梅干し。
メリケンからやってきた世界最高峰のロックスター。世界は全て自分のもの、全ての女性は自分の虜だと思っている。アニメ版では最終回のラストに登場した。
J【ジョン万次郎】
声 - Yuh（vistlip）
類いまれな技術を持つ「超絶ギタリスト」。言葉を発することがなく、持っているギターの音色で感情を表現する謎の多い人物。
男嫌いなジュニアが唯一認める珍しい存在。ジュニアの片腕として世界制覇に参加中。ギターを弾く際は、トランプをピックとしている。
誠仮面
声 - ？？
熱きロックの魂に呼ばれて、誠の国からやってくる、ロックの使者。人生につまずいた時、自分を見失った時、漢たちに熱い魂を吹き込み、新しい道を伝えて去っていく。
その正体は誰もが知っているが、誰も知らない。

## 用語
Rock（ロック）
西洋から来た、既成概念や体制に対して強い反抗心を持って立ち向かう、魂と熱情（パッション）の新しい音楽（桂小五郎談）。
天歌(ヘブンズソング)
幕府により演奏することを許可された唯一の音楽。世に平和をもたらすと言われている。その歌はプレイヤー（視聴者）には、いわゆるアイドルソングのように聴こえる。
雷舞（ライブ）、雷舞小屋（ライブハウス）
音楽を演奏する興行、ならびにその興行場所。幕府によって天歌以外の興行は締め出されることに。
アルベルゴ・ディ・テラーダ
お登勢が営む旅館兼食堂。メニューは、ワイン、ピッツァ・マルゲリータ、ボロネーゼ、パスタ・アマトリチャーナ、ストラッチャテッラ、ゼッポリーネが確認されている。
イケダヤン
京の都にある大きな雷舞小屋。新撰組の雷舞が行われた。
オーディション
幕府による天歌の唄い手を選考する会。受かれば幕府から免状がもらえ、歌い手として認められる。龍馬も挑戦しようとしたが、天歌の師範による照会状がなかったため門前払いされた。天歌唄い手大募集。
ギター
エレキギターのようだがアンプがなくても鳴らせる。ご禁制の品で、江戸では役人が強制的に没収する「ギター狩り」が行われている。変な三味線ではない。
サムライレーダー
桂小五郎によって発明されたサムライが近付くと反応する機械。
新撰組の役者絵
一番隊から十番隊まとめて一組買うごとに、新撰組雷舞の抽選券がついてくる。十組二十組買うはあたりまえ。二十組買うためにお給金全額はたく娘さんもいる。
すたっふ
新撰組雷舞の裏方。背中に「すたっふ」と縦に書かれた、お揃いのTシャツを着ている。龍馬たち3人もバイトとして参加した。
グッズ購入のために殺到する煌（ファン）を整列させたり、グッズの販売、売り切れ時のクレーム対応、雷舞会場の警備など、仕事内容は多岐にわたる。報酬はかなり良い。
最高愛獲（トップアイドル）
新撰組のこと。新選組崩壊後は奇兵隊がその座を受け継いた。
パッション大陸
「幕府天歌推進方広報局」が提供についている番組。新撰組や近藤局長についてのドキュメンタリー番組を制作した。
どこかで聞いたことのあるような、バイオリンを基調にした音楽がオープニングテーマ曲。
ナレーションは安元洋貴か、もしくは大老井伊直弼。
煌（ファン）
遠方長崎からはるばる京の都まで雷舞に駆けつけたり、贔屓の者のグッズを買ったり、雷舞でサイリウムを振ったりする。新撰組の煌（ファン）はよく訓練されており、シチュエーションによってサイリウムの色を素早く自在に変えることができる。ファンクラブの応援の仕方は局中法度で定められている。
コールは「M・A・K・O・T・O・誠!」
鬼愛（ラブ）
煌（ファン）が贔屓の愛獲（アイドル）にかけるコール。意味は「大好き」。

## スタッフ
- プロデューサー - 石田健博
- キャラクターデザイン - 藤坂公彦
- イラスト制作 - スタジオディーン
- シナリオ - StoryWorks
- 映像監督 - アリスフロムジャパン 松根マサト
- 楽曲製作 - テレビ朝日ミュージック

## 主題歌
主題歌「What's this?」
歌 - 超魂團（ウルトラソウルズ）[坂本龍馬（谷山紀章）、高杉晋作（鈴木達央）、桂小五郎（森久保祥太郎）、土方歳三（森川智之）、沖田総司（小野賢章）]
テーマソング「Period」
歌 - vistlip

## 関連商品

### ドラマCD
- 「幕末Rock」 先着購入特典CD 「絶叫！熱狂！温泉バトル」[3]
- 「幕末Rock」 店舗特典CD[4]
  - 「レッツポジティブシンキング」坂本龍馬
  - 「オレ様クッキング」高杉晋作
  - 「秘密の使用人」桂小五郎
  - 「ポエミィドリーム」土方歳三
  - 「豚小屋物語」沖田総司
  - 「眠り彦」徳川慶喜
- 「幕末Rock 超魂」 先着購入特典CD「学園Rock 絶叫! 熱狂! 選挙バトル」[5]
- 「幕末Rock 超魂」 店舗特典CD[6]
  - 「レッツポジティブハイキング」坂本龍馬
  - 「オレ様ソーイング」高杉晋作
  - 「極・秘密の使用人」桂小五郎
  - 「ポエミィ☆ラッシュ」土方歳三
  - 「豚小屋物語 マニアックス」沖田総司
  - 「カモン！すけすけ楽園」マシュー・カルブレイス・ペリー・ジュニア
  - 「恐怖ー徳川七不思議ー」井伊直弼
  - 「泡彦」徳川慶喜
- 「幕末Rock 虚魂」ドラマCD第1幕 「超魂再臨!!」
- 「幕末Rock 虚魂」ドラマCD第２幕「黄泉歌聖（カオスレギオン）そしてクライマックスへ」

### その他CD
- 「幕末Rock 虚魂」ドラマCD1・2巻連動購入店舗特典 楽曲CD[7]
  - 「激闘」（収録曲：「意志貫徹(ペネトレイト)」坂本龍馬（CV：谷山紀章）、久坂玄機（CV：速水奨）） 型番 LPR-818
  - 「黄泉歌聖」（収録曲：「Into The Afterworld」久坂玄機（CV：速水奨）、在原業平（CV：林勇）、和泉式部（CV：佐々木李子）、藤原定家（CV：寺島惇太）、ほか  型番 LPR-819

### MV DVD
ゲーム内のミュージックビデオ「視覚雷舞（ビジュアライブ）」全26曲を収録のDVDとCDのセット『幕末Rock超超絶頂★最高大全(ウルトラエクスタシーベストオブベスト)』については#その他CDの節を参照。
- 視覚雷舞（ビジュアライブ） ミュージックビデオDVD 幕末Rock超絶頂ソングCD連動購入特典ディスク　型番 LPR-737

### ムック
- 幕末Rock 公式アートブック 2014年6月27日 一二三書房刊 ISBN 9784891992439
- TVアニメ幕末Rock オフィシャルプレリュードブック 2014年7月1日 一迅社刊 ISBN 9784758013864
- 幕末Rock超魂 公式ビジュアルファンブック 2014年9月25日 エンターブレイン刊 ISBN 9784047299580
- 幕末Rockの王子様
  1. vol.1 坂本龍馬 2014年9月25日 学研パブリッシング ISBN 9784056106480
  2. vol.2 高杉晋作 2014年10月25日 学研パブリッシング ISBN 9784056106497
  3. vol.3 桂小五郎 2014年11月25日 学研パブリッシング ISBN 9784056106824
  4. vol.4 沖田総司 2014年12月24日 学研パブリッシング ISBN 9784056106855
  5. vol.5 土方歳三 2015年1月24日 学研パブリッシング ISBN 9784056106862
- TVアニメ 幕末Rock 公式ファンブック 2014年11月8日 主婦と生活社 ISBN 9784391636604
- 幕末Rock 公式アートブック2 2015年2月20日 一二三書房 ISBN 9784891993061

### 漫画
幕末Rock-howling soul-
『コミックZERO-SUM』（一迅社）2014年5月号より2015年9月号まで連載。作画は上田信舟。
- 第1巻 2014年9月25日 一迅社刊 ISBN 9784758059572
- 第2巻 2015年9月25日 一迅社刊 ISBN 9784758031141

幕末Rock 志士異聞録 Rockers' Tales
『PASH!』（主婦と生活社）2014年7月号より2014年12月号まで連載。作画はあしか望。
- 2014年12月19日発売 主婦と生活社刊 ISBN 9784391146158

幕末Rock 虚魂篇
『コミックポルカ』（一二三書房・SANKYO）2020年1月26日より2021年6月11日まで連載。作画はカズミヤアキラ。
- 第1巻 2022年2月28日 一二三書房刊 電子書籍のみ ASIN B09TB35731
- 第2巻 2022年2月28日 一二三書房刊 電子書籍のみ ASIN B09TB3R672

TVアニメ 幕末Rock 公式アンソロジー 絶頂☆Rock
執筆陣はカバーイラストが高山しのぶ、イラストが上田信舟、コミックが御守リツヒロ・藤村あゆみ・やましろ梅太・由村・さくら真呂・柊柾葵・シロヒト梨太・文月たくみ・君塚祥・桜川透・茂木完田・市川けい・麻菜摘，釜田みさと・藤原ゆう・渡辺うな
- 2014年9月25日発売 一迅社 ISBN 9784758059589

### 小説
- 小説 幕末Rock
  - 明日は未来来る!（著:StoryWorks） 2014年9月18日 一二三書房刊 ISBN 9784891992446
  - 誠の道 一縷の光（著:StoryWorks） 2015年8月20日 一二三書房刊 ISBN 9784891993504
- 幕末Rock 紫紺の章（著:揚羽千景） 2014年9月25日 一迅社刊 ISBN 9784758046299

### モバイル
- 嫁コレ 幕末Rock
  - 坂本龍馬 2014年12月16日 HEROZ配信
  - 高杉晋作 2015年1月6日 HEROZ配信
  - 桂小五郎 2015年1月27日 HEROZ配信
  - 土方歳三 2015年2月17日 HEROZ配信
  - 沖田総司 2015年3月3日 HEROZ配信
- 幕末Rock 虚魂 LINE着せ替え 全8種 2020年2月27日（全て同時発売） マーベラス配信[8]

## テレビアニメ
2014年7月より9月まで放送された。また、「幕末Rock超魂」特装版にてOVAが同梱された。原作ではシリアスな場面が多かったが、アニメでは全体的にコミカルな雰囲気になっており、登場人物の性格や設定にも違いが多くみられる。

### スタッフ（アニメ）
- 原作 - 「幕末Rock」（マーベラス）
- 監督・アフレコ演出 - 川崎逸朗
- シリーズ構成 - 広田光毅
- キャラクター原案 - 藤坂公彦
- キャラクターデザイン - 石井明治
- 美術監督 - 西倉力
- 色彩設計 - 末永絢子
- 撮影監督 - 浜尾繁光
- 3DCG監督 - 今垣佳奈
- 編集 - 松原理恵
- 音響演出 - はたしょう二
- 音楽 - 菊谷知樹
- 音楽プロデューサー - 佐々木恵理奈、飯干紗妃
- プロデューサー - 丸山創、青木美菜子、服部健太郎、高橋知子、野口智
- アニメーションプロデューサー - 和田薫
- アニメーション制作 - スタジオディーン
- 制作 - NAS
- 製作 - 幕末Rock製作委員会（マーベラス、NBCユニバーサル・エンターテイメント、NAS、テレビ朝日ミュージック）

### 主題歌（アニメ）
オープニングテーマ「Jack」
作詞 - 智 / 作曲 - Tohya / 編曲・歌 - vistlip
エンディングテーマ「絶頂DAYBREAK」
作詞・作曲 - テルジヨシザワ / 編曲 - 大西省吾 / 歌 - 超魂團（ウルトラソウルズ）［坂本龍馬（谷山紀章）、高杉晋作（鈴木達央）、桂小五郎（森久保祥太郎）、土方歳三（森川智之）、沖田総司（小野賢章）］

### 挿入歌（アニメ）
原則として歌詞テロップが使われている。
第1話
「Rolling Thunder（アニメ第1話Ver.）」
作詞・作曲 - テルジヨシザワ / 編曲 - BACHI BLUE / 歌 - 坂本龍馬（谷山紀章）、高杉晋作（鈴木達央）、桂小五郎（森久保祥太郎）
第2話
「Rolling Thunder」
作詞・作曲 - テルジヨシザワ / 編曲 - BACHI BLUE / 歌 - 坂本龍馬（谷山紀章）、高杉晋作（鈴木達央）、桂小五郎（森久保祥太郎）
「INTERSECT（天歌ver）」
作詞 - テルジヨシザワ / 作曲 - Juvenile / 編曲- 山下和彰/ 歌 土方歳三（森川智之）、沖田総司（小野賢章）
「INTERSECT」
作詞 - テルジヨシザワ / 作曲・編曲 - Juvenile / 歌 - 坂本龍馬（谷山紀章）、土方歳三（森川智之）、沖田総司（小野賢章）
「非常幻想（オーバーミラージュ）」
作詞・作曲 - テルジヨシザワ / 編曲 - KAY.NAO / 歌 - 土方歳三（森川智之）、沖田総司（小野賢章）
第3話
「INTERSECT（天歌ver）」
作詞 - テルジヨシザワ / 作曲 - Juvenile / 編曲- 山下和彰/ 歌 土方歳三（森川智之）、沖田総司（小野賢章）
「非常幻想（オーバーミラージュ）」
作詞・作曲 - テルジヨシザワ / 編曲 - KAY.NAO / 歌 - 土方歳三（森川智之）、沖田総司（小野賢章）
第4話
「REACTION」
作詞- テルジヨシザワ / 作曲・編曲 - Juvenile / 歌 - 高杉晋作（鈴木達央）
第5話
「残響 -feedback-」
作詞- テルジヨシザワ / 作曲・編曲 - Juvenile / 歌 - 沖田総司（小野賢章）
「ハチノジディストーション」
作詞- テルジヨシザワ / 作曲・編曲 - Juvenile / 歌 - 桂小五郎（森久保祥太郎）
第6話
「残響 -feedback-」
作詞- テルジヨシザワ / 作曲・編曲 - Juvenile / 歌 - 沖田総司（小野賢章）
「Rolling Thunder」
作詞・作曲 - テルジヨシザワ / 編曲 - BACHI BLUE / 歌 - 坂本龍馬（谷山紀章）、高杉晋作（鈴木達央）、桂小五郎（森久保祥太郎）
「光の原石」
作詞 - テルジヨシザワ / 作曲・編曲 - 83 / 歌 - 近藤 勇（藤原啓治）
「共鳴進歌」
作詞・作曲 - テルジヨシザワ / 編曲-テルジヨシザワ、tkr / 歌 - 沖田総司（小野賢章）
第7話
「What's this?」
作詞 - テルジヨシザワ / 作曲- BACHI BLUE,NuTz / 編曲- 大西省吾 / 歌 - 坂本龍馬（谷山紀章）、高杉晋作（鈴木達央）、桂小五郎（森久保祥太郎）、土方歳三（森川智之）、沖田総司（小野賢章）
第12話（最終話）ではエンディングテーマとして使用された。
第8話
「サークルサークル」
作詞・作曲・編曲- テルジヨシザワ / 歌 - 暗黒桜桃組（ダークチェリーズ）（お龍（豊口めぐみ、幾松（三澤紗千香）、おうの(真堂圭）

### 各話リスト
| 話数   | サブタイトル                                         | 脚本     | 絵コンテ | 演出       | 作画監督                                         |
| ------ | ---------------------------------------------------- | -------- | -------- | ---------- | ------------------------------------------------ |
| 第1話  | 片魂（ピースソウル）!ロックやるぜよ!                 | 広田光毅 | 川崎逸朗 | 吉田俊司   | 森本浩文、浅井昭人                               |
| 第2話  | 最高愛獲（トップアイドル）ライブで暴れるぜよ!        | 広田光毅 | 川崎逸朗 | 村田尚樹   | 木村友美、石川洋一                               |
| 第3話  | 熱情（パッション）!バイトするぜよ!                   | 中村能子 | 川崎逸朗 | 佐藤光敏   | 北原広大、鎌田均 中島美子                        |
| 第4話  | 風呂屋雷舞（バスライブ）!裸でパッションぜよ!         | 笹野恵   | 藤原良二 | 茉田哲明   | 金久保典江、吉岡敏幸                             |
| 第5話  | 泰平化（ピースフル）!ヘブンズソングヤバいぜよ!       | 笹野恵   | 名村英敏 | 吉田俊司   | 松下郁子、青野厚司 平川亜喜雄、大塚八愛 藤田正幸 |
| 第6話  | 御前試合（ロイヤルコンサート）!志士の心が哭けるぜよ! | 広田光毅 | 名村英敏 | 村田尚樹   | 浅井昭人、森本浩文 北原広大                      |
| 第7話  | 志士（ロッカー）!バンド組むぜよ!                     | 中村能子 | 宮尾佳和 | 久保太郎   | 武本大介、石川洋一 木村友美                      |
| 第8話  | 暗黒桜桃組（ダークチェリーズ）!ロック死すべし!       | 笹野恵   | 稲垣隆行 | 牧野友映   | 鎌田均、中島美子 藤田正幸、出野喜則              |
| 第9話  | 覆面志士（マスク・ザ・ロッカー）!ソウルが大事ぜよ!   | 中村能子 | 斉藤哲人 | 吉田俊司   | 藤田正幸、小川みずえ 北原広大                    |
| 第10話 | 脱退（ソロデビュー）!もう一緒にやれねえ!             | 中村能子 | 稲垣隆行 | 丹波麟二郎 | 嘉村弘之、吉田肇 竹内アキラ、羽野広範            |
| 第11話 | 天歌（ヘヴンズソング）!クライマックスぜよ!           | 広田光毅 | 木村延景 | 木村延景   | 石川洋一、森本浩文 浅井昭人                      |
| 第12話 | 超魂（ウルトラソウル）!ロックの夜明けぜよ!           | 広田光毅 | 川崎逸朗 | 久保太郎   | 石井明治、木村友美 北原広大                      |
| OVA    | 湯煙推理劇（ミステリー）!温泉怪事件ぜよ!             | 笹野恵   | 藤原良治 | ボブ白旗   | 藤田正幸、森本浩文                               |

### 放送局
| 放送地域 | 放送局             | 放送期間                | 放送日時           | 放送系列       | 備考                             |
| -------- | ------------------ | ----------------------- | ------------------ | -------------- | -------------------------------- |
| 東京都   | TOKYO MX           | 2014年7月2日 - 9月17日  | 水曜 23:30 - 24:00 | 独立局         |                                  |
| 兵庫県   | サンテレビ         | 2014年7月3日 - 9月18日  | 木曜 25:30 - 26:00 | 独立局         |                                  |
| 愛知県   | テレビ愛知         | 2014年7月4日 - 9月19日  | 金曜 26:35 - 27:05 | テレビ東京系列 |                                  |
| 日本全域 | dアニメストア      | 2014年7月5日 - 9月20日  | 土曜 12:00 更新    | ネット配信     | 見放題サービス利用者は全話見放題 |
| 日本全域 | GYAO!              | 2014年7月5日 - 9月20日  | 土曜 12:00 更新    | ネット配信     |                                  |
| 日本全域 | AT-X               | 2014年7月5日 - 9月20日  | 土曜 20:00 - 20:30 | CS放送         | リピート放送あり                 |
| 日本全域 | BS11               | 2014年7月10日 - 9月25日 | 木曜 24:30 - 25:00 | BS放送         | 『ANIME+』枠                     |
| 日本全域 | ニコニコチャンネル | 2014年7月11日 - 9月26日 | 金曜 24:00 更新    | ネット配信     |                                  |
| 日本全域 | バンダイチャンネル | 2014年7月12日 - 9月27日 | 土曜 12:00 更新    | ネット配信     |                                  |

### BD / DVD
| 巻 | 発売日         | 収録話          | 規格品番  | 規格品番  |
| 巻 | 発売日         | 収録話          | BD初回版  | DVD初回版 |
| -- | -------------- | --------------- | --------- | --------- |
| 1  | 2014年8月27日  | 第1話 - 第3話   | GNXA-7301 | GNBA-8061 |
| 2  | 2014年9月26日  | 第4話 - 第6話   | GNXA-7302 | GNBA-8062 |
| 3  | 2014年10月22日 | 第7話 - 第9話   | GNXA-7303 | GNBA-8063 |
| 4  | 2014年11月27日 | 第10話 - 第12話 | GNXA-7304 | GNBA-8064 |

## WEBラジオ
『「幕末Rock」WEBラジオ Rock or Heaven?』は2014年6月9日から10月20日までアニメイトTVで配信されていたWEBラジオ番組（月2回不定期更新）。パーソナリティは安元洋貴（井伊直弼 役）、斎賀みつき（徳川慶喜 役）。
コーナー
『沸漢魂（ふつおた）』
『絶叫！熱狂！超絶頂！脱衣！（クライ！マックス！エクスタシー！パージ！）』
『ロック目安箱』
『潔癖症軍』
『幕末秒読(バクマツ カウントダウン）』
『志士(ロッカー）に二言はない！』
『転漢泰平（チェンジ オブ ピースフル）』
ゲスト
- 第0回（2014年6月9日） - 谷山紀章（坂本龍馬 役）
- 第1回（2014年7月7日） - 森久保祥太郎（桂小五郎 役）
- 第2回（2014年7月21日） - 森久保祥太郎（桂小五郎 役）
- 第3回（2014年8月4日） - 小野賢章（沖田総司 役）
- 第4回（2014年8月18日） - 小野賢章（沖田総司 役）
- 第5回（2014年9月1日） - 鈴木達央（高杉晋作 役）
- 第6回（2014年9月15日） - 鈴木達央（高杉晋作 役）
- 第7回（2014年10月6日） - 森川智之（土方歳三役 役）
- 第8回（2014年10月20日） - 森川智之（土方歳三役 役）

## イベント
- AnimeJapan 2014 トークステージ 2014年3月23日13:00～

出演：谷山紀章（坂本龍馬役）／森久保祥太郎（桂小五郎役）／森川智之（土方歳三役）
- 「幕末Rock」発売記念「絶叫（クライ）！熱狂（マックス）！トークショウ」 2014年4月12日（内容はトークとライブでライブパートはニコ生で配信された）

出演：谷山紀章（坂本龍馬役）／鈴木達央（高杉晋作役）／森川智之（土方歳三役）／小野賢章（沖田総司役）
- アニメ先行上映会 シネマサンシャイン池袋 シネマ1 2014年6月22日
- 幕末Rockアニメイト先行上映会

第3太閤ビル(名古屋)、アニメイト天王寺 、アニメイト広島 2014年6月28日
アニメイト横浜、アニメイト札幌 2014年6月29日

## コラボ・タイアップ
- 「幕末Rock×カラオケの鉄人」

ルームコラボ：池袋東口店 2014年7月4日～2014年9月28日
メニューコラボ：池袋東口店、新宿歌舞伎町店、大宮店 2014年7月4日～2014年9月28日
- 「TVアニメ『幕末Rock』×アニメイトカフェ」

アニメイトカフェ神戸三宮、アニメイトカフェ名古屋 2014年7月15日～8月17日
アニメイト渋谷カフェスペース 2014年8月3日～8月31日
- 「幕末Rock×DAM」

2014年7月1日～7月31日
- 「幕末Rock 超魂（ウルトラソウル）×Autumn Leaf」

2014年8月15日～8月31日
- 「TVアニメ『幕末Rock』×ナンジャタウン」

2014年9月13日～11月24日

## 舞台
2014年12月に天王洲 銀河劇場において、舞台版作品が上演された。演出・脚本は吉谷光太郎が担当。2015年、新曲や演出を追加して再演。2016年には新作を上演した。

### 主なキャスト
- 坂本龍馬 - 良知真次（1 - 4）
- 高杉晋作 - 太田基裕（1, 2） / 糸川耀士郎（3, 4）
- 桂小五郎 - 矢田悠祐（1, 2） / 三津谷亮（3, 4）
- 土方歳三 - 輝馬（1 - 4）
- 沖田総司 - 佐々木喜英（1 - 4）
- 井伊直弼 - 小谷嘉一（1, 2） / 吉岡佑（3, 4）
- 徳川慶喜 - Kimeru（1 - 4）
- マシュー・カルブレイス・ペリー・ジュニア - 兼崎健太郎（3, 4）
- お登勢 - 山岸拓生（1 - 4）
- 勝海舟 - 岩﨑大（3, 4）
- 誠仮面 - 輝馬（3, 4）

### 公演
- 超歌劇『幕末Rock』（2014年12月24日 - 12月29日、天王洲 銀河劇場）（1）
- 超★超歌劇『幕末Rock』（2015年8月8日 - 8月9日、梅田芸術劇場シアター・ドラマシティ／8月13日 - 16日、Zeppブルーシアター六本木）（2）
- 超歌劇『幕末Rock』黒船来航（2016年8月20日 - 21日、京都劇場／9月3日 - 9月9日、EX THEATER ROPPONGI）（3）

### ライブ
- 超歌劇『幕末Rock』絶叫！熱狂！雷舞（クライマックスライブ）（2017年11月24日 - 11月26日、大阪メルパルクホール／11月29日 - 12月3日、AiiA 2.5 Theater Tokyo）（4）

### イベント
- BREAK OUT Presents 幕末Rock 超絶頂★雷舞（2014年11月2日、Zepp Tokyo）－ゲスト出演
- BREAK OUT祭2015～POP-UP GaLLeRY～『幕末Rock』／超歌劇『幕末Rock』上映会&トークセッション（2015年5月10日、シネクイント）
- 超歌劇『幕末Rock』超☆声宴（2015年6月7日、彩の国さいたま芸術劇場大ホール）
- 超★超歌劇『幕末Rock』DVD発売記念イベント（2016年2月21日）
- 超歌劇『幕末Rock』黒船来航 BD/DVD発売記念イベント（2017年3月11日）
- 超歌劇『幕末Rock』絶叫！熱狂！雷舞 BD/DVD発売記念イベント（2018年5月3日）

### BD / DVD
- 超歌劇『幕末Rock』（2015年4月8日）
- 超★超歌劇『幕末Rock』（2015年12月2日）
- 超歌劇『幕末Rock』黒船来航（2016年12月21日）
- 超歌劇『幕末Rock』絶叫！熱狂！雷舞（2018年3月23日）

### 楽曲配信
「ANiUTa」、「iTunes」、「mora」、「レコチョク」他にて配信。
- 超歌劇『幕末Rock』ボーカルアルバム（2017年11月15日）
- 超★超歌劇『幕末Rock』ボーカルアルバム（2017年11月15日）
- 超歌劇『幕末Rock』黒船来航 ボーカルアルバム（2017年11月15日）